# 罗姆里 (马恩省)
罗姆里（法語：Romery，法語發音：[ʁɔmʁi]）是法国马恩省的一个市镇，位于该省西部，属于埃佩尔奈区。

## 地理
罗姆里（49°5'50"N, 3°54'55"E）面积2.07 平方千米，位于法国大東部大區马恩省，该省份为法国东北部内陆省份，北起阿登省，西北接埃纳省，西南接塞纳-马恩省，南至奥布省，东南接上马恩省，东临默兹省。
与罗姆里接壤的市镇（或旧市镇、城区）包括：科尔穆瓦约、达姆里、弗勒里拉里维耶尔、奥特维莱尔。
罗姆里的时区为UTC+01:00、UTC+02:00（夏令时）。

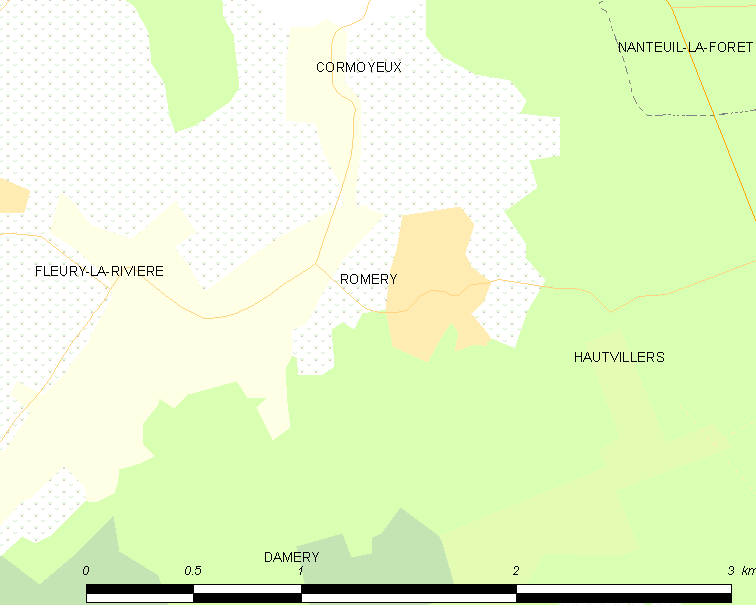
罗姆里的OSM定位图

## 行政
罗姆里的邮政编码为51480，INSEE市镇编码为51465。

## 政治
罗姆里所属的省级选区为多尔芒-香槟景县。

## 人口

1962-2008年间罗姆里人口变化图示

罗姆里于2022年1月1日时的人口数量为160人。